# Tibetflyghöna
Tibetflyghöna (Syrrhaptes tibetanus) är en fågel i familjen flyghöns inom ordningen flyghönsfåglar.

## Utseende
Tibetflyghönan är en 30-41 cm lång fågel med litet duvliknande huvud men kraftig och kompakt kropp. Den har långa spetsiga vingar och spetsig stjärt. Den är orange i ansiktet, fint gråbandad på bröst, hals och hjässa, vit på buken och svart på undersidan av vingen. Hanen har ofläckade beige vingar medan honan är bandad på vingtäckare, ovansida och övre delen av buken. Ungfågeln saknar den spetsiga stjärten samt har smalare bandning och mindre orange i ansiktet. Vit buk och mörka vingundersidor skiljer den från liknande stäppflyghönan.

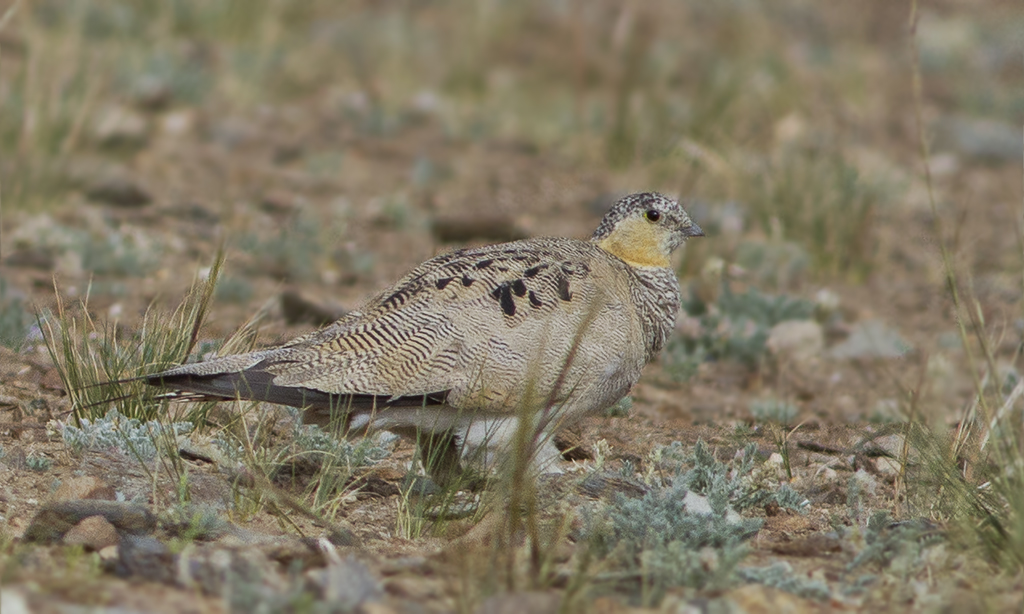
Hona tibetflyghöna.

Liksom denna saknar den baktå och de tre främre tårna sitter ihop. Detta i kombination med att ovansidan är befjädrad och undersidan hudartad gör att foten snarare ser ut som en tass än en fågelfot.

## Levnadssätt
Tibetflyghönan hittas i bergstrakter på öde, sandiga slätter nära vatten. Ett klingande tvåtonigt läte hörs ofta i den snabba och direkta flykten när den flyger i flockar till vattenhål främst i gryningen. Fågeln födosöker på morgnar och sena eftermiddagar efter frön, gräs, knoppar och växtdelar. Den är inte särskilt skygg, särskilt inte mitt på dagen när den vilar i en grop i marken.

## Utbredning och systematik
Fågeln förekommer i karga områden från östra Afghanistan till Tibetanska högplatån. Den behandlas som monotypisk, det vill säga att den inte delas in i några underarter.

### Häckning
Fågeln häckar från maj till juni på arida steniga platåer och bergsryggar, med boet ofta placerat nära bergsryggens topp på läsidan. Den lägger tre bleka och kryptiskt tecknade ovala ägg i en uppskrapad grop i marken, vanligen helt oskyddade men ibland intill en sten eller grästuva. Ungarna lämnar boet snart efter häckning och följer flocken. När de hotas ägnar sig de adulta fåglarna åt distraktionsbeteende likt pipare, medan ungarna duckar och står still.

## Status och hot
Arten har ett stort utbredningsområde och en stor population, men tros minska i antal, dock inte tillräckligt kraftigt för att den ska betraktas som hotad. Internationella naturvårdsunionen IUCN kategoriserar därför arten som livskraftig (LC). Världspopulationen har inte uppskattats men den beskrivs som relativt vanlig och vida spridd på Tibetanska högplatån men allt ovanligare i före detta Sovjetunionen.